# Юшино (Орловская область)
Ю́шино — деревня в Урицком районе Орловской области России. 
Входит в состав Архангельского сельского поселения.

## География
Деревня находится на расстоянии 9 км к северо-западу от посёлка городского типа Нарышкино, административного центра района, и 32 км к западу от города Орёл, административного центра области.

### Часовой пояс
Деревня Юшино, как и вся Орловская область, находится в часовой зоне МСК (московское время). Смещение применяемого времени относительно UTC составляет +3:00.

## Население
| 2002 | 2010 |
| ---- | ---- |
| 448  | ↘372 |

### Национальный состав
Согласно результатам переписи 2002 года, в национальной структуре населения русские составляли 95 % из 448 чел.